# Tom, il neonato
Tom, il neonato (Baby Puss) è un film del 1943 diretto da William Hanna e Joseph Barbera. È il dodicesimo cortometraggio animato della serie Tom & Jerry, prodotto dalla Metro-Goldwyn-Mayer e uscito negli Stati Uniti il 25 dicembre 1943. Il cartone animato segna la prima apparizione dei gatti Butch e Topsy.
Questo è il primo cortometraggio della serie ad essere animato da Ray Patterson, che era arrivato dalla Walt Disney Productions dopo aver lavorato ne Il vecchio gioco delle armi, un corto di Paperino di quello stesso anno. Eccezion fatta per un po' di tempo passato alla Walter Lantz Productions negli anni '50, Patterson avrebbe continuato a lavorare per Hanna e Barbera fino agli anni '80. Dal 2004 viene distribuito erroneamente col titolo Tom e il neonato.

## Trama
Una bambina di nome Nancy ha vestito Tom come un neonato e, fingendo che il gatto sia il suo bambino, lo mette in una culla, gli infila un biberon in bocca e gli intima di restare lì finché lei non sarà tornata. Dopo che lei se n'è andata, Tom (inizialmente riluttante) comincia a gustarsi il latte e a comportarsi scherzosamente come un bambino. Jerry però lo vede e comincia a prenderlo in giro. Tom lo insegue, ma mentre cerca di tirarlo fuori da una casa delle bambole, Nancy ritorna e lo rimette a letto, minacciandolo di dargli dell'olio di ricino se lo ritroverà di nuovo fuori dalla culla. Quando lei se ne va di nuovo, Jerry attira in casa i gatti randagi Butch, Meathead e Topsy che, vedendo Tom nella culla, iniziano subito a prenderlo in giro e a maltrattarlo. Dopo averlo lanciato in un acquario, si mettono a cambiargli il pannolino e poi lo usano come uno strumento musicale, improvvisando un numero di canto e ballo su Mamãe eu quero di Carmen Miranda. Poco dopo i randagi scappano in seguito al ritorno di Nancy che, rivedendo Tom fuori dalla culla, per punizione, gli dà a forza l'olio di ricino (olio di castoro nella traduzione errata in italiano), facendolo vomitare. Mentre Jerry se la ride, dell'olio cade anche in bocca a lui, così il topo è costretto ad andare anch'esso a vomitare insieme a Tom.